# Рачинский, Роджер Адам
Роджер Адам Рачинский (пол. Roger Adam Raczyński) (8 декабря 1889 года, Варшава, Российская империя — 10 ноября 1945 года, Афины, Королевство Греция) — польский политик и дипломат. Посол Польши в Греции и Румынии. Воевода познанский.

## Биография
Родился в семье Эдварда Александра Рачинского и Розы Потоцкой. Родной брат Эдварда Бернарда Рачинского и сводный (по отцу) брат Кароля Роджера Рачинского.
Закончил гимназию имени Яна III Собеского в Кракове. Изучал сельское хозяйство в Лейпциге (закончил в 1913 году) и художественное искусство в Мюнхене.
Начало Первой мировой войны застало его в России. Стал членом Национального польского комитета. После провозглашения независимости Польши вернулся на Родину и начал работать в Министерстве иностранных дел. Член польской делегации на Версальской конференции. Затем I секретарь посольства в Риме, глава реферата национальных меньшинств в МИДе, а затем делегат МИДа в Познаньской ликвидационной комиссии.
В 1921 году занялся развитием своих рогалинских владений, одновременно участвуя в организации консервативных партий в Познани и Варшаве. В 1927 году был одним из великопольских делегатов на съезде консерваторов в Дзикове. Поддержал сотрудничество с санационными властями. Организовал в Познани Католическую унию западных земель. Затем вступил в BBWR, став его региональным вице-президентом, а затем президентом на Познаньщине. С 11 октября 1929 года по 31 июля 1934 года Познанский воевода. Несмотря на его связи с санационными властями, пользовался поддержкой населения.
С 1934 по 1936 года вице-министр сельского хозяйства. В 1938 году вернулся на дипломатическую службу и назначен послом Польши в Бухаресте. На этом посту встретил начало Второй мировой войны. В сентябре 1939 года сыграл важную роль в создании правительства Владислава Сикорского в Париже, когда Румыния отказалась интернировать польских военных, отходящих на её территорию. На посту посла оставался до ноября 1940 года, до тех пор, пока после поражения Франции, Румыния не присоединилась к Тройственному пакту и не разорвала дипломатических отношений с Польшей.
С 1942 года посол Польши при греческом правительстве. Сначала в Лондоне, затем в Каире и Афинах. Умер на этом посту.
Его брак с Еленой Рогозинской (1892—1966), заключённый в 1925 году, остался бездетным.
Награждён орденом Возрождения Польши степени командор в 1930 году.